# Johann Carl Schnerr
Johann Carl Schnerr (auch: Johann Michael) (* 9. November 1764 in Kirchberg an der Jagst; † 13. November 1813 in Frankfurt am Main) war ein deutscher Gastwirt und Abgeordneter.

## Leben
Schnerr war der Sohn des Hofschusters Johann Caspar Schnerr (1735–1777) und dessen Ehefrau Maria Apollonia (1734–1772). Er war evangelischer Konfession und heiratete am 1. November 1891 in erster Ehe Anna Maria Elisabetha Vogelhuber (* Juli 1763; † 24. Oktober 1801). Am 6. Februar 1804 heiratete er in zweiter Ehe Elisabeth Barbara Rittberger (* Mai 1778; † 22. März 1807).
Schnerr war Gastwirt und später Rentier. Am 7. September 1791 erwarb er das Frankfurter Bürgerrecht.
Politisch war er von 1807 bis 1810 Mitglied des 28er-Kollegs (Bürgerliche Repräsentation der 14 Quartiere) der Fürstprimatischen Stadt Frankfurt und anschließend von 1810 bis 1813 des Munizipalrats der Großherzoglichen Stadt Frankfurt.
Er gehörte von 1810 bis 1813 dem Departementrat und dem Departements-Wahlkollegium des Departements Frankfurt an. Vom 11. Oktober 1810 bis zum 28. Oktober 1813 war er Mitglied der Ständeversammlung des Großherzogtums Frankfurt für das Departement Frankfurt und den Stand der Güterbesitzer.